# Simão Mate Junior
Simão Mate Junior (Maputo, 23 giugno 1988) è un ex calciatore mozambicano, di ruolo centrocampista.

## Carriera

### Club
Prima di trasferirsi in Grecia nell'estate 2007, ha disputato quattro stagioni nel suo paese d'origine con la maglia del Ferroviário de Maputo.
Nella gara d'andata del terzo turno preliminare della UEFA Champions League 2008-2009 ha segnato un gol in casa dello Sparta Praga, contribuendo alla vittoria per 2-1 della sua squadra, che ha ottenuto la qualificazione per la fase a gironi della competizione continentale. È stato il primo giocatore mozambicano a segnare un gol in una partita di Champions League.

## Statistiche

### Presenze e reti nei club
Statistiche aggiornate al 3 novembre 2012.
| Stagione             | Squadra              | Campionato           | Campionato | Campionato | Coppe nazionali | Coppe nazionali | Coppe nazionali | Coppe continentali | Coppe continentali | Coppe continentali | Altre coppe | Altre coppe | Altre coppe | Totale | Totale |
| Stagione             | Squadra              | Comp                 | Pres       | Reti       | Comp            | Pres            | Reti            | Comp               | Pres               | Reti               | Comp        | Pres        | Reti        | Pres   | Reti   |
| -------------------- | -------------------- | -------------------- | ---------- | ---------- | --------------- | --------------- | --------------- | ------------------ | ------------------ | ------------------ | ----------- | ----------- | ----------- | ------ | ------ |
| 2007-2008            | Panathinaikos        | SL                   | 16+5       | 0          | CG              | 2               | 0               | CU                 | 4                  | 0                  | -           | -           | -           | 27     | 0      |
| 2008-2009            | Panathinaikos        | SL                   | 25+4       | 0          | CG              | 3               | 0               | UCL                | 11                 | 1                  | -           | -           | -           | 43     | 1      |
| 2009-2010            | Panathinaikos        | SL                   | 18         | 0          | CG              | 5               | 0               | UCL+UEL            | 4+8                | 0                  | -           | -           | -           | 35     | 0      |
| 2010-2011            | Panathinaikos        | SL                   | 17+4       | 0          | CG              | 2               | 0               | UCL                | 5                  | 0                  | -           | -           | -           | 28     | 0      |
| 2011-2012            | Panathinaikos        | SL                   | 23+5       | 1          | CG              | 2               | 0               | UCL+UEL            | 2+1                | 0                  | -           | -           | -           | 33     | 1      |
| Totale Panathinaikos | Totale Panathinaikos | Totale Panathinaikos | 99+18      | 1          |                 | 14              | 0               |                    | 35                 | 1                  |             | -           | -           | 166    | 2      |
| 2012                 | Shandong Luneng      | CSL                  | 17         | 1          | CC              | 3               | 1               | -                  | -                  | -                  | -           | -           | -           | 20     | 2      |
| Totale carriera      | Totale carriera      | Totale carriera      | 134        | 2          |                 | 17              | 1               |                    | 35                 | 1                  |             | -           | -           | 186    | 4      |

### Cronologia presenze e reti in nazionale
| Cronologia completa delle presenze e delle reti in nazionale ― Mozambico | Cronologia completa delle presenze e delle reti in nazionale ― Mozambico | Cronologia completa delle presenze e delle reti in nazionale ― Mozambico | Cronologia completa delle presenze e delle reti in nazionale ― Mozambico | Cronologia completa delle presenze e delle reti in nazionale ― Mozambico | Cronologia completa delle presenze e delle reti in nazionale ― Mozambico | Cronologia completa delle presenze e delle reti in nazionale ― Mozambico | Cronologia completa delle presenze e delle reti in nazionale ― Mozambico |
| Data                                                                     | Città                                                                    | In casa                                                                  | Risultato                                                                | Ospiti                                                                   | Competizione                                                             | Reti                                                                     | Note                                                                     |
| ------------------------------------------------------------------------ | ------------------------------------------------------------------------ | ------------------------------------------------------------------------ | ------------------------------------------------------------------------ | ------------------------------------------------------------------------ | ------------------------------------------------------------------------ | ------------------------------------------------------------------------ | ------------------------------------------------------------------------ |
| 24-3-2007                                                                | Ouagadougou                                                              | Burkina Faso                                                             | 1 – 1                                                                    | Mozambico                                                                | Qual. Coppa d'Africa 2008                                                | -                                                                        |                                                                          |
| 28-4-2007                                                                | Matola                                                                   | Mozambico                                                                | 2 – 0                                                                    | Seychelles                                                               | COSAFA Cup 2007                                                          | -                                                                        |                                                                          |
| 29-4-2007                                                                | Matola                                                                   | Mozambico                                                                | 0 – 0 (5 – 4 dtr)                                                        | Zimbabwe                                                                 | COSAFA Cup 2007                                                          | -                                                                        |                                                                          |
| 3-6-2007                                                                 | Matola                                                                   | Mozambico                                                                | 3 – 1                                                                    | Burkina Faso                                                             | Qual. Coppa d'Africa 2008                                                | -                                                                        |                                                                          |
| 17-6-2007                                                                | Matola                                                                   | Mozambico                                                                | 0 – 0                                                                    | Senegal                                                                  | Qual. Coppa d'Africa 2008                                                | -                                                                        |                                                                          |
| 8-9-2007                                                                 | Dar-es-Salaam                                                            | Tanzania                                                                 | 0 – 1                                                                    | Mozambico                                                                | Qual. Coppa d'Africa 2008                                                | -                                                                        |                                                                          |
| 13-1-2008                                                                | Durban                                                                   | Sudafrica                                                                | 2 – 0                                                                    | Mozambico                                                                | Amichevole                                                               | -                                                                        | 72’                                                                      |
| 1-6-2008                                                                 | Abidjan                                                                  | Costa d'Avorio                                                           | 1 – 0                                                                    | Mozambico                                                                | Qual. Mondiali 2010                                                      | -                                                                        | 89’                                                                      |
| 8-6-2008                                                                 | Matola                                                                   | Mozambico                                                                | 1 – 2                                                                    | Botswana                                                                 | Qual. Mondiali 2010                                                      | -                                                                        |                                                                          |
| 15-6-2008                                                                | Antananarivo                                                             | Madagascar                                                               | 1 – 1                                                                    | Mozambico                                                                | Qual. Mondiali 2010                                                      | -                                                                        | 47’                                                                      |
| 22-6-2008                                                                | Matola                                                                   | Mozambico                                                                | 3 – 0                                                                    | Madagascar                                                               | Qual. Mondiali 2010                                                      | -                                                                        |                                                                          |
| 20-8-2008                                                                | Matola                                                                   | Mozambico                                                                | 3 – 0                                                                    | eSwatini                                                                 | Amichevole                                                               | -                                                                        |                                                                          |
| 7-9-2008                                                                 | Maputo                                                                   | Mozambico                                                                | 1 – 1                                                                    | Costa d'Avorio                                                           | Qual. Mondiali 2010                                                      | -                                                                        |                                                                          |
| 11-10-2008                                                               | Gaborone                                                                 | Botswana                                                                 | 0 – 1                                                                    | Mozambico                                                                | Qual. Mondiali 2010                                                      | -                                                                        |                                                                          |
| 11-2-2009                                                                | Matola                                                                   | Mozambico                                                                | 2 – 0                                                                    | Malawi                                                                   | Amichevole                                                               | -                                                                        |                                                                          |
| 29-3-2009                                                                | Matola                                                                   | Mozambico                                                                | 0 – 0                                                                    | Nigeria                                                                  | Qual. Mondiali 2010                                                      | -                                                                        |                                                                          |
| 6-6-2009                                                                 | Radès                                                                    | Tunisia                                                                  | 2 – 0                                                                    | Mozambico                                                                | Qual. Mondiali 2010                                                      | -                                                                        |                                                                          |
| 20-6-2009                                                                | Nairobi                                                                  | Kenya                                                                    | 2 – 1                                                                    | Mozambico                                                                | Qual. Mondiali 2010                                                      | -                                                                        |                                                                          |
| 6-9-2009                                                                 | Matola                                                                   | Mozambico                                                                | 1 – 0                                                                    | Kenya                                                                    | Qual. Mondiali 2010                                                      | -                                                                        | 78’                                                                      |
| 14-11-2009                                                               | Matola                                                                   | Mozambico                                                                | 1 – 0                                                                    | Tunisia                                                                  | Amichevole                                                               | -                                                                        |                                                                          |
| 6-1-2010                                                                 | Bloemfontein                                                             | Gabon                                                                    | 2 – 0                                                                    | Mozambico                                                                | Amichevole                                                               | -                                                                        |                                                                          |
| 12-1-2010                                                                | Benguela                                                                 | Benin                                                                    | 2 – 2                                                                    | Mozambico                                                                | Coppa d'Africa 2010 - 1º turno                                           | -                                                                        |                                                                          |
| 16-1-2010                                                                | Benguela                                                                 | Egitto                                                                   | 2 – 0                                                                    | Mozambico                                                                | Coppa d'Africa 2010 - 1º turno                                           | -                                                                        |                                                                          |
| 20-1-2010                                                                | Lubango                                                                  | Nigeria                                                                  | 3 – 0                                                                    | Mozambico                                                                | Coppa d'Africa 2010 - 1º turno                                           | -                                                                        |                                                                          |
| 8-6-2010                                                                 | Johannesburg                                                             | Portogallo                                                               | 3 – 0                                                                    | Mozambico                                                                | Amichevole                                                               | -                                                                        |                                                                          |
| 5-9-2010                                                                 | Matola                                                                   | Mozambico                                                                | 0 – 0                                                                    | Libia                                                                    | Qual. Coppa d'Africa 2012                                                | -                                                                        |                                                                          |
| 9-10-2010                                                                | Mitsamiouli                                                              | Comore                                                                   | 0 – 1                                                                    | Mozambico                                                                | Qual. Coppa d'Africa 2012                                                | -                                                                        | 77’                                                                      |
| 27-3-2011                                                                | Matola                                                                   | Mozambico                                                                | 0 – 2                                                                    | Zambia                                                                   | Qual. Coppa d'Africa 2012                                                | -                                                                        |                                                                          |
| 26-5-2012                                                                | Würzburg                                                                 | Namibia                                                                  | 0 – 0                                                                    | Mozambico                                                                | Amichevole                                                               | -                                                                        | 61’                                                                      |
| 1-6-2012                                                                 | Alessandria d'Egitto                                                     | Egitto                                                                   | 2 – 0                                                                    | Mozambico                                                                | Qual. Mondiali 2014                                                      | -                                                                        |                                                                          |
| 10-6-2012                                                                | Maputo                                                                   | Mozambico                                                                | 0 – 0                                                                    | Zimbabwe                                                                 | Qual. Mondiali 2014                                                      | -                                                                        |                                                                          |
| 9-9-2012                                                                 | Maputo                                                                   | Mozambico                                                                | 2 – 0                                                                    | Marocco                                                                  | Qual. Coppa d'Africa 2013                                                | -                                                                        | 41’                                                                      |
| 13-10-2012                                                               | Marrakech                                                                | Marocco                                                                  | 4 – 0                                                                    | Mozambico                                                                | Qual. Coppa d'Africa 2013                                                | -                                                                        |                                                                          |
| 5-3-2014                                                                 | Maputo                                                                   | Mozambico                                                                | 1 – 1                                                                    | Angola                                                                   | Amichevole                                                               | -                                                                        |                                                                          |
| 6-9-2014                                                                 | Ndola                                                                    | Zambia                                                                   | 0 – 0                                                                    | Mozambico                                                                | Qual. Coppa d'Africa 2015                                                | -                                                                        |                                                                          |
| 10-9-2014                                                                | Maputo                                                                   | Mozambico                                                                | 1 – 1                                                                    | Niger                                                                    | Qual. Coppa d'Africa 2015                                                | -                                                                        |                                                                          |
| 11-10-2014                                                               | Maputo                                                                   | Mozambico                                                                | 2 – 0                                                                    | Capo Verde                                                               | Qual. Coppa d'Africa 2015                                                | -                                                                        |                                                                          |
| 15-10-2014                                                               | Praia                                                                    | Capo Verde                                                               | 1 – 0                                                                    | Mozambico                                                                | Qual. Coppa d'Africa 2015                                                | -                                                                        |                                                                          |
| 15-11-2014                                                               | Maputo                                                                   | Mozambico                                                                | 0 – 1                                                                    | Zambia                                                                   | Qual. Coppa d'Africa 2015                                                | -                                                                        |                                                                          |
| 19-11-2014                                                               | Niamey                                                                   | Niger                                                                    | 1 – 1                                                                    | Mozambico                                                                | Qual. Coppa d'Africa 2015                                                | -                                                                        |                                                                          |
| 24-3-2016                                                                | Accra                                                                    | Ghana                                                                    | 3 – 1                                                                    | Mozambico                                                                | Qual. Coppa d'Africa 2017                                                | -                                                                        | 47’                                                                      |
| 27-6-2016                                                                | Maputo                                                                   | Mozambico                                                                | 0 – 0                                                                    | Ghana                                                                    | Qual. Coppa d'Africa 2017                                                | -                                                                        |                                                                          |
| Totale                                                                   |                                                                          | Presenze                                                                 | 42                                                                       |                                                                          | Reti                                                                     | 0                                                                        |                                                                          |

## Palmarès

### Club

#### Competizioni nazionali
- Campionato greco: 1

Panathīnaïkos: 2009-2010
- Coppa di Grecia: 1

Panathīnaïkos: 2009-2010